# Игры полуострова Юго-Восточной Азии 1969
5-е Игры полуострова Юго-Восточной Азии прошли с 6 по 13 декабря 1961 года в Рангуне (Бирма). В них приняли участие спортсмены из 6 стран, которые соревновались в 15 видах спорта.

## Виды спорта
- Бадминтон
- Баскетбол
- Бокс
- Велоспорт
- Водные виды спорта
- Волейбол
- Гимнастика
- Дзюдо
- Лёгкая атлетика
- Настольный теннис
- Парусный спорт
- Стрельба
- Теннис
- Тяжёлая атлетика
- Футбол

## Итоги Игр
| Место | Страна        | Золото | Серебро | Бронза | Всего |
| ----- | ------------- | ------ | ------- | ------ | ----- |
| 1     | Бирма         | 57     | 46      | 46     | 149   |
| 2     | Таиланд       | 32     | 32      | 45     | 109   |
| 3     | Сингапур      | 31     | 39      | 23     | 93    |
| 4     | Малайзия      | 16     | 24      | 39     | 79    |
| 5     | Южный Вьетнам | 9      | 5       | 8      | 22    |
| 6     | Лаос          | 0      | 0       | 3      | 3     |